# Liste des députés de Vaucluse
 (mai 2025).
Liste des députés du département de Vaucluse, des états généraux de 1789 à nos jours.

## Circonscriptions sous la Cinquième République

### De laVIIeà laXIIIelégislature (1988-2012)
Découpage réalisé par Charles Pasqua.

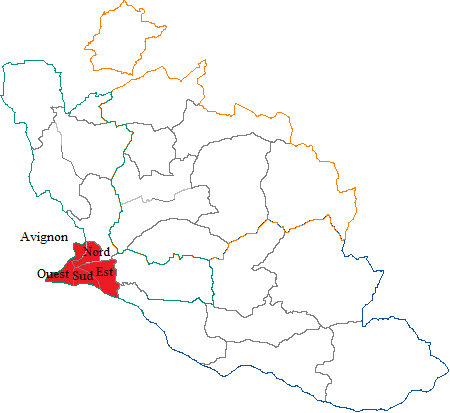
1re circonscription
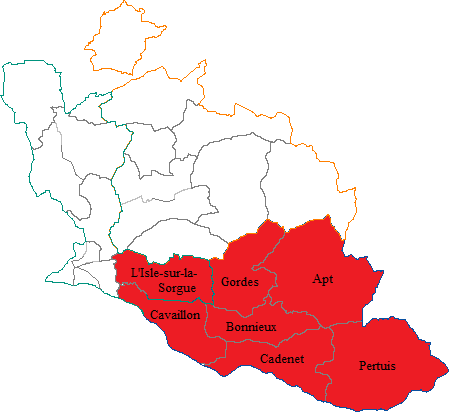
2e circonscription
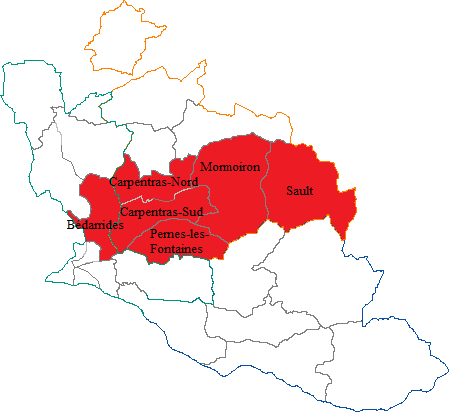
3e circonscription
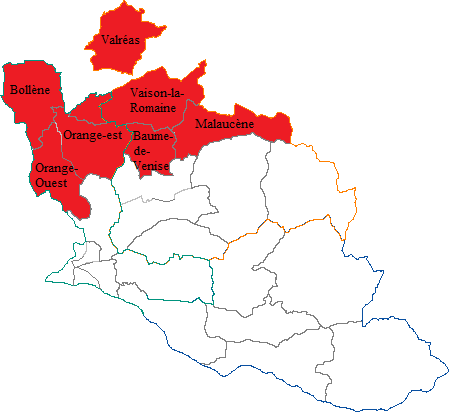
4e circonscription

### XIVeetXVelégislatures (depuis 2012)
Nouvelles circonscriptions de Vaucluse à la suite de l'ordonnance no 2009-935 du 29 juillet 2009, ratifiée par le Parlement français le 21 janvier 2010.

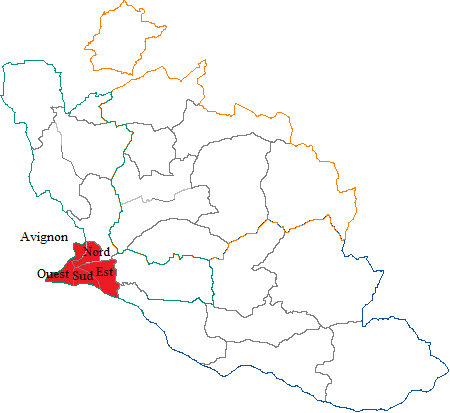
1re circonscription
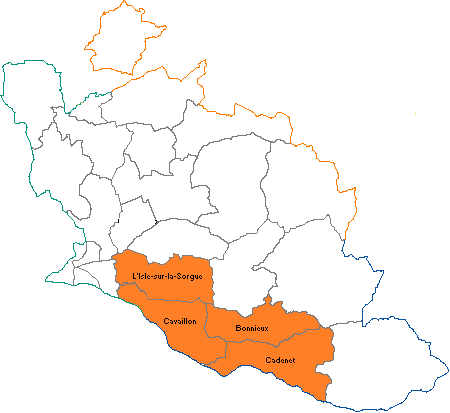
2e circonscription
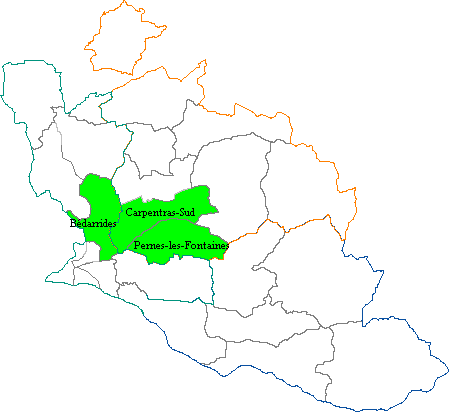
3e circonscription
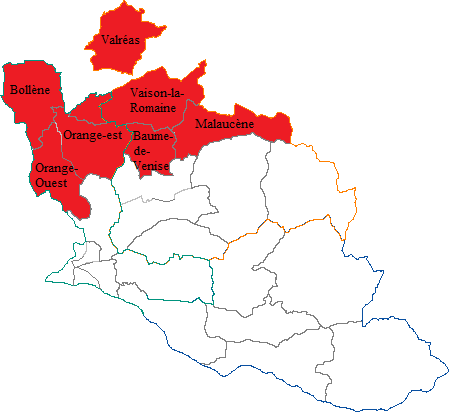
4e circonscription
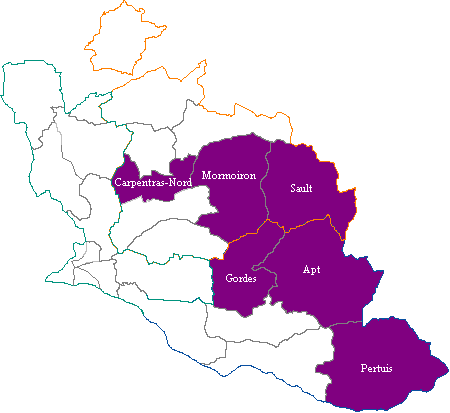
5e circonscription

## Cinquième République

### Dix-septième législature (2024-2029)
Résultats des Élections législatives françaises de 2022 dans le Vaucluse.
| Circonscription | Député             | Parti | Parti | Suppléant(e)           | Territoire                                                                                       |
| --------------- | ------------------ | ----- | ----- | ---------------------- | ------------------------------------------------------------------------------------------------ |
| 1re             | Raphaël Arnault    |       | LFI   | Mathilde Millat        | Avignon-Nord - Avignon-Sud - Avignon-Est - Avignon-Ouest                                         |
| 2e              | Bénédicte Auzanot  |       | RN    | Christian Montagard    | Bonnieux - Cadenet - Cavaillon - L'Isle-sur-la-Sorgue                                            |
| 3e              | Hervé de Lépinau   |       | RN    | Fanny Lauzen           | Bédarrides - Carpentras-Sud - Pernes-les-Fontaines                                               |
| 4e              | Marie-France Lorho |       | RN    | Philippe de Beauregard | Beaumes-de-Venise - Bollène - Malaucène - Orange-Est - Orange-Ouest - Vaison-la-Romaine- Valréas |
| 5e              | Catherine Rimbert  |       | RN    | Aymonn Mathieu         | Apt - Carpentras-Nord - Gordes - Mormoiron - Pertuis - Sault                                     |

### Seizième législature (2022-2024)
Résultats des Élections législatives françaises de 2022 dans le Vaucluse.
| Circonscription | Député                 | Parti | Parti | Suppléant(e)           | Territoire                                                                                       |
| --------------- | ---------------------- | ----- | ----- | ---------------------- | ------------------------------------------------------------------------------------------------ |
| 1re             | Joris Hébrard          |       | RN    | Catherine Jaouen       | Avignon-Nord - Avignon-Sud - Avignon-Est - Avignon-Ouest                                         |
| 2e              | Bénédicte Auzanot      |       | RN    | Valéry Dury            | Bonnieux - Cadenet - Cavaillon - L'Isle-sur-la-Sorgue                                            |
| 3e              | Hervé de Lépinau       |       | RN    | Fanny Lauzen-Jeudy     | Bédarrides - Carpentras-Sud - Pernes-les-Fontaines                                               |
| 4e              | Marie-France Lorho     |       | RN    | Philippe de Beauregard | Beaumes-de-Venise - Bollène - Malaucène - Orange-Est - Orange-Ouest - Vaison-la-Romaine- Valréas |
| 5e              | Jean-François Lovisolo |       | LREM  | Olivia Lalaurie        | Apt - Carpentras-Nord - Gordes - Mormoiron - Pertuis - Sault                                     |

### Quinzième législature (2017-2022)
Résultats des élections législatives de 2017 dans le Vaucluse.
| Circonscription | Député                                                                           | Parti | Parti        | Suppléant(e)       | Territoire                                                                                       |
| --------------- | -------------------------------------------------------------------------------- | ----- | ------------ | ------------------ | ------------------------------------------------------------------------------------------------ |
| 1re             | Souad Zitouni, suppléante de Jean-François Cesarini mort le 29 mars 2020         |       | LREM         | Souad Zitouni      | Avignon-Nord - Avignon-Sud - Avignon-Est - Avignon-Ouest                                         |
| 2e              | Jean-Claude Bouchet                                                              |       | LR           | Pierre Gonzalvez   | Bonnieux - Cadenet - Cavaillon - L'Isle-sur-la-Sorgue                                            |
| 3e              | Brune Poirson (remplacée par Adrien Morenas lors de son passage au gouvernement) |       | LREM         | Adrien Morenas     | Bédarrides - Carpentras-Sud - Pernes-les-Fontaines                                               |
| 4e              | Marie-France Lorho, suppléante de Jacques Bompard pour cause de cumul            |       | Ligue du Sud | Marie-France Lorho | Beaumes-de-Venise - Bollène - Malaucène - Orange-Est - Orange-Ouest - Vaison-la-Romaine- Valréas |
| 5e              | Julien Aubert                                                                    |       | LR           | Claude Melquior    | Apt - Carpentras-Nord - Gordes - Mormoiron - Pertuis - Sault                                     |

### Quatorzième législature (2012-2017)
Les élections pour cette legislature ont eu lieu les 10 et 17 juin 2012.
| Circonscription     | Identité                | Parti        | Suppléant                       |
| ------------------- | ----------------------- | ------------ | ------------------------------- |
| 1re circonscription | Michèle Fournier-Armand | PS           | Issam Ifghallal                 |
| 2e circonscription  | Jean-Claude Bouchet     | UMP          | Alexis Marchant                 |
| 3e circonscription  | Marion Maréchal-Le Pen  | FN           | Hervé de Lépinau (Ligue du Sud) |
| 4e circonscription  | Jacques Bompard         | Ligue du Sud | Louis Driey                     |
| 5e circonscription  | Julien Aubert           | UMP          | Dominique Santoni               |

### Treizième législature (2007-2012)
| Circonscription     | Identité            | Parti | Suppléant           |
| ------------------- | ------------------- | ----- | ------------------- |
| 1re circonscription | Marie-Josée Roig    | UMP   | Alain Cortade       |
| 2e circonscription  | Jean-Claude Bouchet | UMP   | Maria-Angeles Conté |
| 3e circonscription  | Jean-Michel Ferrand | UMP   | Thierry Lagneau     |
| 4e circonscription  | Thierry Mariani     | UMP   | Paul Durieu         |

Thierry Mariani étant nommé au gouvernement, son suppléant Paul Durieu entre à l'Assemblée nationale le 15 décembre 2010.

### Douzième législature (2002-2007)
| Circonscription     | Identité            | Parti | Suppléant        |
| ------------------- | ------------------- | ----- | ---------------- |
| 1re circonscription | Alain Cortade       | UMP   | (*)              |
| 2e circonscription  | Maurice Giro        | UMP   | Corinne Paiocchi |
| 3e circonscription  | Jean-Michel Ferrand | UMP   | Alain Milon      |
| 4e circonscription  | Thierry Mariani     | UMP   | Paul Durieu      |

(*) Alain Cortade est le suppléant de Marie-Josée Roig, qui a renoncé à son mandat le 30 avril 2004 à la suite de sa nomination au gouvernement, comme ministre de la Famille et de l'Enfance.

### Onzième législature (1997-2002)
| Circonscription     | Identité            | Parti | Suppléant     |
| ------------------- | ------------------- | ----- | ------------- |
| 1re circonscription | Élisabeth Guigou    | PS    | Cécile Helle  |
| 2e circonscription  | André Borel         | PS    | Roger Fénelon |
| 3e circonscription  | Jean-Michel Ferrand | UMP   | Alain Milon   |
| 4e circonscription  | Thierry Mariani     | UMP   | Paul Durieu   |

### Dixième législature (1993-1997)
| Circonscription     | Identité            | Parti | Suppléant     |
| ------------------- | ------------------- | ----- | ------------- |
| 1re circonscription | Marie-Josée Roig    | RPR   | Alain Cortade |
| 2e circonscription  | Yves Rousset-Rouard | UDF   | Bernard Dévé  |
| 3e circonscription  | Jean-Michel Ferrand | RPR   | Alain Milon   |
| 4e circonscription  | Thierry Mariani     | RPR   | Paul Durieu   |

Législature écourtée à la suite de la dissolution de l'assemblée par Jacques Chirac.

### Neuvième législature (1988-1993)
| Circonscription     | Identité            | Parti   | Suppléant             |
| ------------------- | ------------------- | ------- | --------------------- |
| 1re circonscription | Guy Ravier          | PS      | Richard Villiard      |
| 2e circonscription  | André Borel         | PS      | Michel Fuillet        |
| 3e circonscription  | Jean-Michel Ferrand | UDF-RPR | Alain Milon           |
| 4e circonscription  | Jean Gatel          | PS      | Jean-Pierre Lambertin |

### Huitième législature (1986-1988)
Pour cette législature il n'y a plus de circonscription, les députés sont élus à la proportionnelle au nom du département. Le Vaucluse envoie 4 députés à l'Assemblée nationale.
Malgré tout on peut estimer que l'ordre du tableau correspond aux circonscriptions de 1 à 4. Pas de suppléants.
| Circonscription | Identité           | Parti |
| --------------- | ------------------ | ----- |
| Vaucluse        | Jean-Pierre Roux   | RPR   |
| Vaucluse        | André Borel        | PS    |
| Vaucluse        | Maurice Charretier | UDF   |
| Vaucluse        | Jacques Bompard    | FN    |

### Septième législature (1981-1986)
| Circonscription     | Identité         | Parti | Suppléant             |
| ------------------- | ---------------- | ----- | --------------------- |
| 1re circonscription | Dominique Taddei | PS    | Charles Reboul        |
| 2e circonscription  | André Borel      | PS    | Roger Ghio            |
| 3e circonscription  | Jean Gatel       | PS    | Jean-Pierre Lambertin |

Jean Gatel est nommé au gouvernement, en novembre 1983, il laisse sa place de député à son suppléant, Jean-Pierre Lambertin. Charles Reboul succède à Dominique Taddei, chargé de mission pour plus de 6 mois, le 21 septembre 1985.

### Sixième législature (1978-1981)
- Maurice Charretier	: 1er mandat
- Fernand Marin
- Dominique Taddei : 1er mandat
- Marie-Madeleine Signouret : d'aout 1979 à mai 1981

### Cinquième législature (1973-1978)
- Jacques Bérard
- Henri Duffaut
- Francis Leenhardt : 1er mandat

### Quatrième législature (1968-1973)
Les élections se sont déroulées les 23 et 30 juin 1968
- 1re circonscription de Vaucluse : Jean-Pierre Roux (Non Inscrit))
- 2e circonscription de Vaucluse : Georges Santoni (UDR)
- 3e circonscription de Vaucluse : Jacques Bérard (UDR)

### Troisième législature (1967-1968)
Les élections se sont déroulées les 5 et 12 mars 1967
- 1re circonscription de Vaucluse : Henri Duffaut (FGDS)
- 2e circonscription de Vaucluse : Léon Ayme (FGDS) 1er mandat
- 3e circonscription de Vaucluse : Fernand Marin (PCF)

### Deuxième législature (1962-1967)
Les élections se sont déroulées les 18 et 25 novembre 1962
- 1re circonscription de Vaucluse : Henri Duffaut (Socialiste)
- 2e circonscription de Vaucluse : Pierre Augier (Socialiste) décédé en cours de mandat le 4 août 1963.
- 3e circonscription de Vaucluse : Jacques Bérard (Apparenté UNR)

### Première législature (1958-1962)
Les élections se sont déroulées les 23 et 30 novembre 1958
- 1re circonscription de Vaucluse: Henri Mazo (UNR)
- 2e circonscription de Vaucluse: Georges Santoni (UNR)
- 3e circonscription de Vaucluse: Jacques Bérard (UNR)

## Quatrième République

### Troisième législature (1956-1958)
- Édouard Daladier
- Charles Ruff dit Lussy
- Fernand Marin : 1er mandat
- Pierre Pommier : 1er mandat

### Deuxième législature (1951-1955)
- Paul Couston
- Édouard Daladier
- Charles Ruff dit Lussy
- Marcel Perrin : 1er mandat

### Première législature (1946-1951)
- René Arthaud
- Paul Couston
- Édouard Daladier
- Charles Ruff dit Lussy

## Gouvernement provisoire de la République française

### Deuxième assemblée nationale constituante (1946)
- René Arthaud
- Paul Couston : 1er mandat
- Édouard Daladier
- Charles Ruff dit Lussy

### Première assemblée nationale constituante (1945-1946)
- René Arthaud : 1er mandat
- Jean Geoffroy : 1er mandat
- Charles Ruff dit Lussy
- André Noël

## Troisième République

### Seizième législature (1936-1942)
- Édouard Daladier
- Louis Guichard
- Charles Ruff dit Lussy
- Pierre Vaillandet

### Quinzième législature (1932-1936)
- Orange : Édouard Daladier, Radical-socialiste
- Avignon : Louis Gros, SFIO, élu Sénateur en 1935, non remplacé
- Carpentras : Louis Guichard, Radical-socialiste
- Apt : Eugène Roumagoux, Radical-socialiste

### Quatorzième législature (1928-1932)
Les élections législatives furent au scrutin d'arrondissement majoritaire à deux tours de 1928 à 1936.
- Orange : Édouard Daladier, Radical-socialiste
- Avignon : Louis Gros, SFIO
- Carpentras : Louis Guichard, Radical-socialiste
- Apt : Eugène Roumagoux, Radical-socialiste

Source : Élections législatives 22-29 avril 1928 de Georges Lachapelle - https://gallica.bnf.fr/ark:/12148/bpt6k320439r.texteImage#

### Treizième législature (1924-1928)
Les élections législatives de 1924 furent organisées au scrutin proportionnel de liste. Elles marquèrent au niveau national national la victoire du "Cartel des gauches".
Liste du Cartel des Gauches
- Édouard Daladier, Parti radical et radical-socialiste, Professeur
- Louis Gros, SFIO, Inspecteur du Travail
- Louis Guichard, Parti radical et radical-socialiste, Agriculteur

Source : Barodet sur le site de l'Assemblée Nationale - https://bibnum.sciencespo.fr/s/catalogue/ark:/46513/sc16m1m0#?c=&m=&s=&cv=

### Douzième législature (1919-1924)
Les élections législatives de 1919 furent organisées au scrutin proportionnel de liste. Elles marquèrent au niveau national la victoire du "Bloc national" de centre-droit.
Liste du Parti républicain
- Louis Guichard, Parti radical et radical-socialiste
- Édouard Daladier, Parti radical et radical-socialiste, maire de Carpentras

Liste du Parti socialiste
- Alexandre Blanc, SFIO puis PC-SFIC

Liste d'Union nationale
- Isidore Méritan, Indépendant de droite

Source : Barodet, sur le site de l'Assemblée Nationale - https://bibnum.sciencespo.fr/s/catalogue/ark:/46513/sc16m2kz#?c=&m=&s=&cv=

### Onzième législature (1914-1919)
- Orange : Alexandre Blanc, SFIO
- Carpentras : Louis Guichard, Radical socialiste
- Avignon : Louis Serre, Radical socialiste
- Apt : Louis Tissier, Radical socialiste

### Dixième législature (1910-1914)
- Carpentras : Louis Guichard, Radical socialiste
- Orange : Auguste Lacour, Gauche démocratique
- Apt : Georges Laguerre, Républicain socialiste, décédé le 17 juin 1912, remplacé par Louis Tissier, Radical socialiste, élu le 18 août 1912
- Avignon : Joseph-Gaston Pouquery de Boisserin, Radical socialiste

Sources : Journal Le Temps du 24 avril et du 8 mai 1910 sur Gallica - ,.

### Neuvième législature (1906-1910)
- Apt : Émile Abel-Bernard, Radical socialiste, décédé le 12 décembre 1909, non remplacé
- Orange : Alexandre-Blanc, socialistes unifiés
- Avignon : Gaston Coulondre, Radical socialiste
- Carpentras : Jean-Baptiste Saint-Martin, radical socialiste

Sources : Journal Le Temps du 6 et du 22 mai 1906 sur Gallica - ,.

### Huitième législature (1902-1906)
- Apt : Émile Abel-Bernard, Radical socialiste
- Avignon : Gaston Coulondre, Radical socialiste
- Orange : Marius Loque, Radical socialiste
- Carpentras : Paul Vialis, Radical socialiste

Source : journal Le Temps du 29 avril et du 13 mai 1902 sur Gallica,.

### Septième législature (1898-1902)
- Apt : Émile Abel-Bernard, Radical socialiste
- Carpentras : Gustave Delestrac, Radical socialiste
- Orange : Paul Faure, Républicain
- Avignon : Joseph-Gaston Pouquery de Boisserin, Radical

Source : journal Le Temps du 10 mai et du 24 mai 1898 sur Gallica,.

### Sixième législature (1893-1898)
- Orange : Joseph Ducos, Rallié
- Carpentras : Alfred Naquet , Radical
- Avignon : Joseph-Gaston Pouquery de Boisserin, Radical
- Apt : Eugène Reboulin, Radical

Source : journal Le Temps du 22 août et du 5 septembre 1893 sur Gallica,.

### Cinquième législature (1889-1893)
- Apt : Louis Delpech, Républicain
- Orange : Jules Gaillard, Radical
- Carpentras : Alfred Michel, Radical, décédé en cours de mandat (1891), remplacé par Auguste Béraud, Républicain
- Avignon : Joseph-Gaston Pouquery de Boisserin, Radical

Source : journal Le Temps du 24 septembre et du 8 octobre 1889 sur Gallica,.

### Quatrième législature (1885-1889)
- Jules Gaillard
- Georges Laguerre
- Alfred Michel : 1er mandat
- Jean-Baptiste Saint-Martin

### Troisième législature (1881-1885)
- Jules Gaillard : 1er mandat
- Alphonse Gent
- Georges Laguerre : 1er mandat
- Alfred Naquet
- Louis Cyprien Poujade
- Jean-Baptiste Saint-Martin

### Deuxième législature (1877-1881)
- Félicien Barcilon	: 1er mandat
- Raoul de Billioti : 1er mandat
- Jean Du Demaine
- Alphonse Gent
- Alfred Naquet
- Louis Cyprien Poujade
- Jean-Baptiste Saint-Martin
- Zéphyrin Silvestre	: 1er mandat

### Première législature (1876-1877)
- Jean Du Demaine : 1er mandat
- Alphonse Gent : 1er mandat
- Alfred Naquet : 1er mandat
- Louis Cyprien Poujade : 1er mandat
- Jean-Baptiste Saint-Martin : 1er mandat

## Assemblée nationale (1871-1876)
- Taxile Delord, Gauche (élecion invalidée, il est réélu le 2 juillet 1871)
- Alexandre Ledru-Rollin : a également été député de la Sarthe et de la Seine.
- Henri Monier, Centre gauche : décès le 6 septembre 1873, il est  remplacé par Alexandre Ledru-Rollin, élu le 1er mars 1874
- Elzéar Pin, Gauche républicaine (élection invalidée, il est réélu le 2 juillet 1871)
- Alphonse Gent, Union républicaine (élection invalidée, il est réélu le 2 juillet 1871)
- Louis Cyprien Poujade, Gauche républicaine (élection invalidée le 7 mars 1871)
- Alfred Naquet, Extrême-gauche (élection invalidée, il est réélu le 2 juillet 1871)

## Second Empire

### Quatrième législature (1869-1870)
- Jean-Baptiste Millet
- Paul Pamard

### Troisième législature (1863-1869)
- Jean-Baptiste Millet
- Paul Pamard

### Deuxième législature (1857-1863)
- Jean-Baptiste Millet
- César Joannis de Verclos décédé en 1861, remplacé Paul Pamard

### Première législature (1852-1857)
- César Joannis de Verclos

## Deuxième République

### Assemblée nationale législative (1849-1851)
- Théophile Boursousson
- Frédéric Granier
- Léo de Laborde
- Albert d'Olivier de Pezet
- Amédée de Bernardi

### Assemblée nationale constituante (1848-1849)
- Théophile Boursousson
- Alphonse Gent
- Elzéar Pin
- Eugène Raspail
- Joseph Reynaud de Lagardette
- Paul Tramier de Laboissière

## Monarchie de Juillet

### Chambre des députés (1846-1848)
- Jacques de Cambis d'Orsan
- Hippolyte de Gérente
- Pierre Germanès
- Jean-Jacques Meynard
- Ambroise Mottet

### Chambre des députés (1842-1846)
- Amédée de Bernardi
- Jacques de Cambis d'Orsan
- Jean-Jacques Meynard
- Ambroise Mottet
- Louis Pertuis de Montfaucon
- Charles Teste

### Chambre des députés (1839-1842)
- Augustin de Gasparin
- Hippolyte de Gérente
- Jean-Jacques Meynard
- Ambroise Mottet
- Louis Pertuis de Montfaucon
- Joseph Poncet

### Chambre des députés (1837-1839)
- Augustin de Gasparin
- Hippolyte de Gérente
- Jean-Jacques Meynard
- Ambroise Mottet
- Joseph Poncet

### Chambre des députés (1834-1837)
- Amédée de Bernardi
- Auguste de Cambis d'Orsan
- Jean-Jacques Meynard
- Ambroise Mottet
- Auguste Pons

### Chambre des députés (1831-1834)
- Auguste de Cambis d'Orsan
- Jean-Jacques Meynard
- Auguste Pons
- Paul Tramier de Laboissière

### Chambre des députés (1830-1831)
- Auguste de Cambis d'Orsan
- Adrien de Gasparin

## Restauration

### Chambre des députés (1830)
- François Daugier
- Joseph, Jean Duplessy
- Amans de Robert d'Aqueira de Rochegude

### Chambre des députés (1827-1830)
- François Daugier
- Amans de Robert d'Aqueira de Rochegude
- Jean-Jacques Reboul

### Chambre des députés (1824-1827)
- François Daugier
- Joseph Forbin des Issarts
- Jean-Jacques Reboul

### Chambre des députés (1816-1823)
- Jacques Vincens, Marquis de Mauléon de Causans
- Joseph Forbin des Issarts
- Guillaume Puy
- Charles Soullier

### Chambre des députés (1815-1816)
- Joseph de Bonaud d'Archimbaud
- Jacques Vincens, Marquis de Mauléon de Causans
- Joseph de Forbin des Issarts

## Premier Empire

### Chambre des représentants (1815)
- Hyacinthe Chapuis
- Pierre Dugat
- Ignace Jean
- Joseph Fiacre Olivier de Gérente
- Joseph Pézenas de Pluvinal
- Étienne Sollier

### Chambre des députés (1814-1815)
- Hyacinthe Chapuis
- François Girard

### Corps législatif (1800-1814)
- André Bassaget
- Hyacinthe Chapuis
- Sauveur Colonieu
- François Girard
- Sauveur Scherlock

## Conseil des Cinq-Cents (1795-1799)
- André Bassaget (1758-1843)[18] : s.d. ;
- Joseph de Bernardi (1751-1824) : d'avril à septembre 1797 ;
- Jean-François Boursault-Malherbe (1750-1842) : député d'octobre 1795 à octobre 1796, après avoir été député de la Seine de 1792 à 1795 ;
- Godefroy Bouvier (1760-1826) : en 1798 et 1799 ;
- Hyacinthe Chapuis (1764-1817) ;
- Louis Jacquier (1741-?) ;
- Sauveur Scherlock (1771-1800).

## Convention nationale (1792-1795)
- Thomas-Augustin de Gasparin
- Claude Romain Lauze de Perret

## Assemblée nationale législative (1791-1792)
- Jean Duprat

## Assemblée nationale constituante (1789-1791)
Aucun représentant du département

## États généraux

### Pour la principauté d'Orange(Viguerie d'Orange et Justice royale de Courthézon assemblées à Orange)
- Jacques Vincens, Marquis de Mauléon de Causans : Noblesse, Colonel
- Godefroy Bouvier : Tiers État, Professeur de droit civil et procureur du roy à Orange
- Guillaume-Louis du Tillet : Clergé, évêque d'Orange
- Jean-Baptiste Pierre Dumas : Tiers État, Avocat à Orange

## Députés nés en Vaucluse, élus pour d'autres départements
- Joseph d'Ailhaud de Brisis : Médecin et député de la Drôme
- Agénor de Gasparin : Fils d'Adrien de Gasparin, député de Corse
- Paul de Gasparin : député des Bouches-du-Rhône
- Clovis Hugues : député de la Seine et des Bouches-du-Rhône
- Henri Michel, député de la Drôme
- Agricol Perdiguier : député de la Seine
- Étienne Sollier, représentant du tiers état pour la sénéchaussée de Forcalquier, lors des États généraux, né à Saignon.
- Étienne de Tessières de Boisbertrand, député de la Vienne